# Ministério anglicano

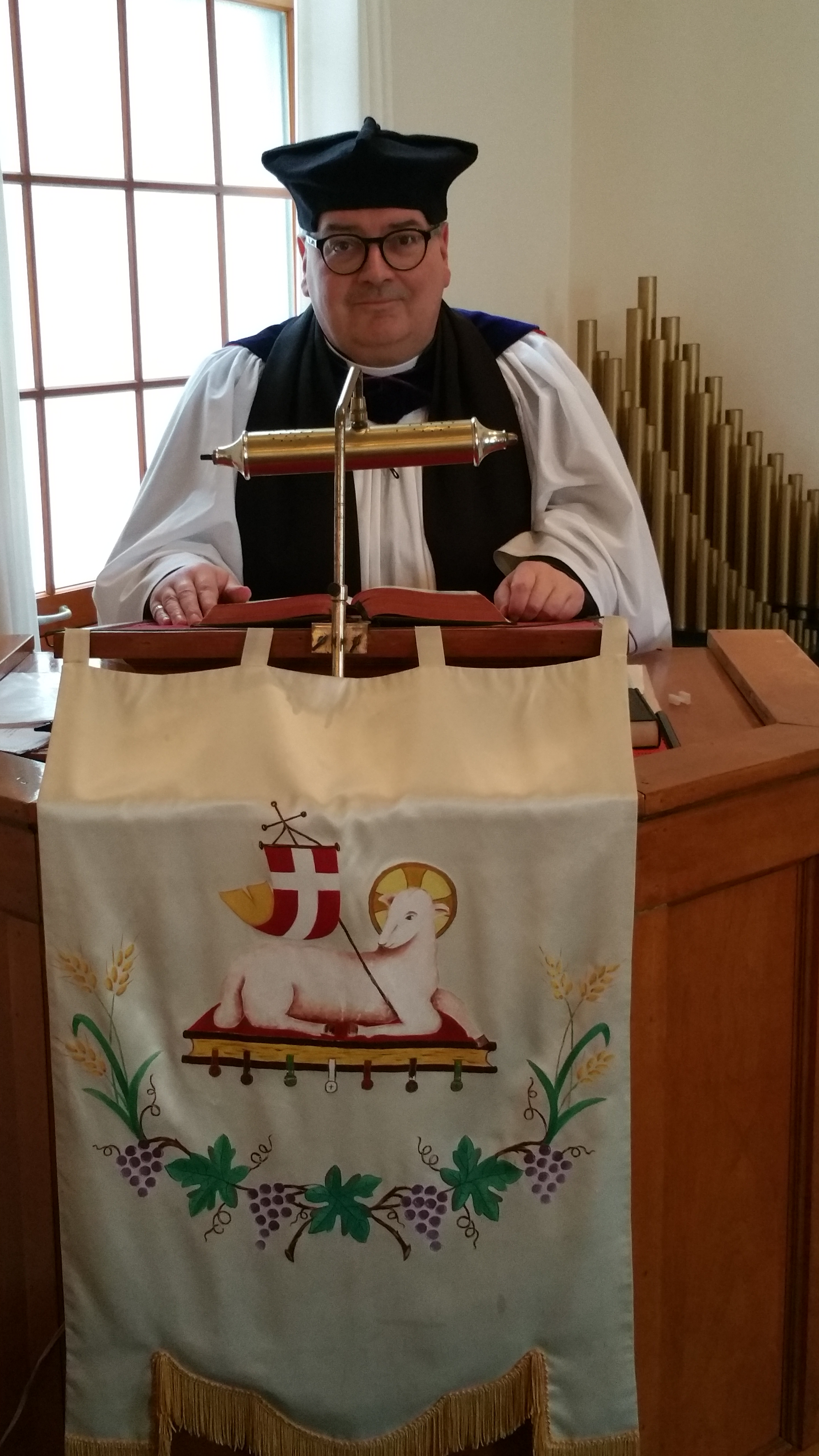
Padre anglicano faz uma homilia, vestido com o hábito do coro e com o barrete da Cantuária.

O Ministério anglicano (em inglês:  Anglican ministry) é tanto a liderança quanto a agência do serviço cristão na Comunhão Anglicana. Ministério comumente se refere ao ofício do clero ordenado: a ordem tríplice de bispos, padres e diáconos. Mais precisamente, o ministério anglicano inclui muitos leigos que se dedicam ao ministério da Igreja, individualmente ou em ofícios inferiores/auxiliares, como leitor, acólito, subdiácono, ministro eucarístico, cantor, músicos, secretário ou assistente paroquial, zelador, membro da sacristia, etc. Em última análise, todos os membros batizados da Igreja são considerados participantes do ministério do Corpo de Cristo.
Cada uma das províncias (geralmente correspondendo a nações individuais do mundo) da Comunhão Anglicana tem um alto grau de independência das outras províncias, e cada uma delas tem estruturas ligeiramente diferentes para ministério, missão e governança. No entanto, a liderança pessoal é sempre investida em um membro do clero (um bispo em níveis provinciais e diocesanos, e um padre (frequentemente denominado reitor ou vigário em nível paroquial) e consenso derivado do governo sinodal. Em diferentes níveis da estrutura da Igreja, leigos, clérigos (padres e diáconos) e bispos se reúnem com oração para deliberar sobre a governança da Igreja. Essas reuniões são chamadas de conferências, sínodos, convenções gerais ou de toda a Igreja, convocações, conselhos, capítulos e sacristias.

## História e contexto

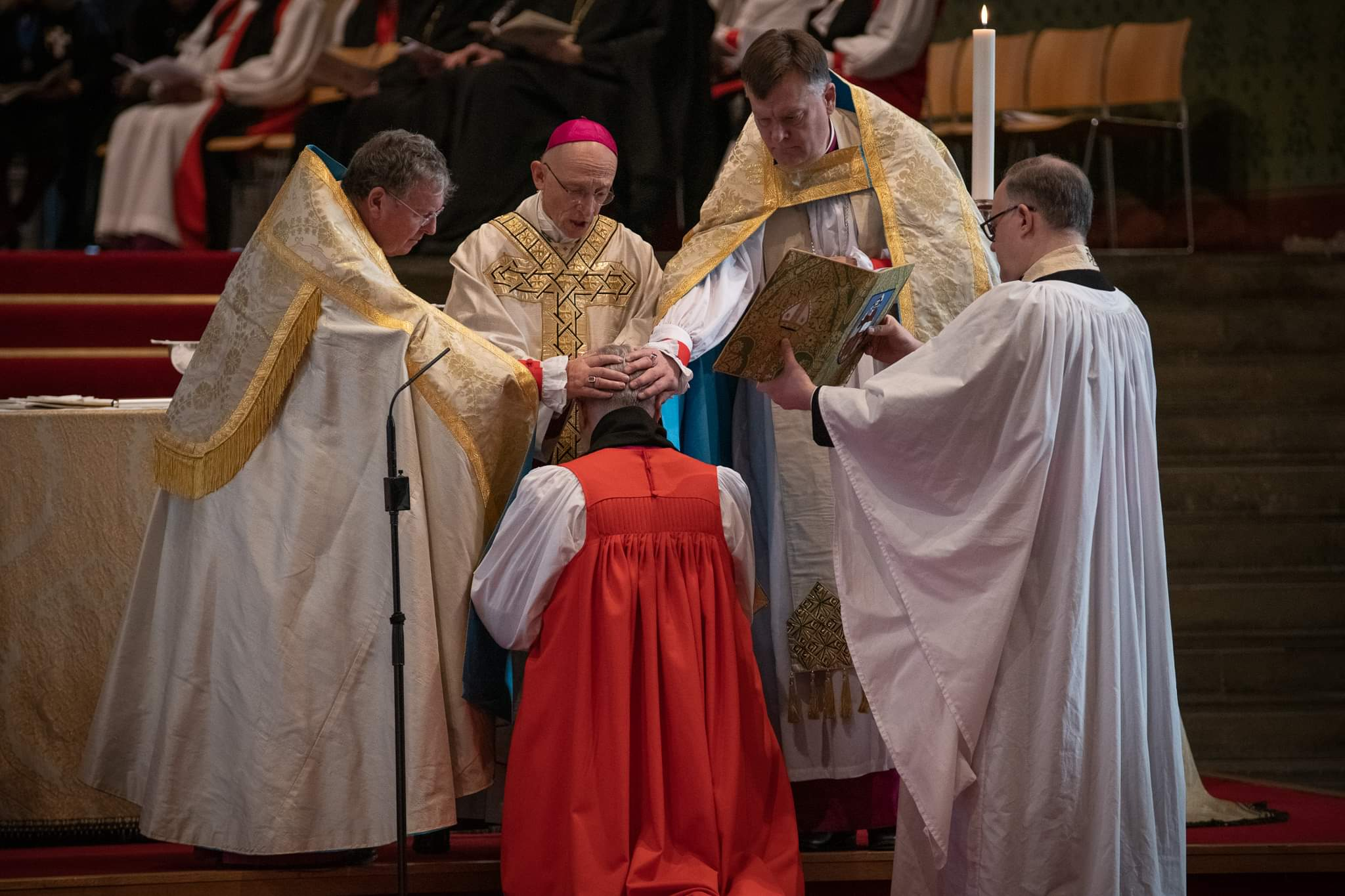
Consagração de um novo bispo na Igreja da Inglaterra.

O efeito do Ato de Restrição de Apelações de Henrique VIII (24 Hen. 8. c. 12) e do primeiro Ato de Supremacia (26 Hen. 8. c. 1) foi estabelecer a autoridade real em todos os assuntos espirituais e temporais, até mesmo atribuindo o poder de visitação eclesiástica sobre a Igreja no Reino Inglês. A rainha Elizabeth I, embora recusasse o título de Chefe Suprema, foi declarada "Governadora Suprema deste reino... bem como em todas as coisas ou causas espirituais ou eclesiásticas como temporais". Assim, embora a Igreja da Inglaterra fosse considerada no século XVI como uma Igreja da Reforma, ela, no entanto, manteve a estrutura histórica da Igreja, incluindo a manutenção da ordem tríplice do ministério, com bispos, consagrados em sucessão apostólica, ordenando diáconos e padres.

## Ministério e sacramentos
Na teologia sacramental anglicana, certas funções ministeriais só podem ser desempenhadas por indivíduos ordenados em uma ou mais das três ordens sagradas. Existem dois tipos de ministros neste sentido. O ministro ordinário de um sacramento tem tanto o poder espiritual para realizar o sacramento (ou seja, um sacramento válido) quanto a autoridade legal para realizar o sacramento (ou seja, um sacramento lícito). Um ministro extraordinário tem o poder espiritual, mas só pode realizar o sacramento em certas instâncias especiais sob a lei canônica (ou seja, emergências). Se uma pessoa que não é um ministro ordinário nem extraordinário tenta realizar um sacramento, nenhum efeito sobrenatural acontece (ou seja, o sacramento putativo não é meramente ilícito, mas inválido).
Na Comunhão Anglicana, os seguintes são ministros dos sacramentos ("clero" refere-se a um diácono, padre ou bispo):
- Batismo: clérigos (os leigos podem administrar apenas em casos de emergência).[6]
- Confirmação: bispo.[6]
- Eucaristia: clero.[7]
- Reconciliação de um penitente: bispo ou padre.[8]
- Cura (Unção): bispo ou padre.[9]
- Matrimônio: os indivíduos a serem casados (presidido pelo clero).[10]
- Ordens sagradas: pelo menos um bispo ordena diáconos e padres; três ou mais bispos consagram outros bispos.

## Ordem tríplice
As Igrejas da Comunhão Anglicana mantêm o episcopado histórico, que ordena o clero nas três ordens de diácono, padre e bispo.